# Club trégorrois handisport de Lannion
Maillots
Le Club trégorrois handisport de Lannion  est un club de handibasket de Lannion. Le club a inscrit deux équipes au championnat de France, l'équipe 1 en Nationale A et l'équipe 2 en Nationale 2.

## Historique
Depuis 2012, l'équipe participe au tour préliminaire de l'Euroleague 2, qualificatif pour les phases finales des coupes d'Europe de 2e, 3e et 4e divisions. Entre 2012 et 2014 (soit en trois campagnes), elle a enregistré 2 victoires pour 10 défaites, sans réussir à se qualifier.
Lors de la saison 2013-2014, Philippe Chef quitte son poste d'entraineur. Il est d'abord remplacé provisoirement par le duo de joueurs Christophe Caroff et Julien Fleutôt, puis Steeve Broc prend ses fonctions fin janvier pour quitter le club en juin 2017. Guillaume Lefeuvre est désigné nouvel entraineur en septembre 2017.

## Palmarès
International
- Coupe André Vergauwen, puis Euroligue 1 en 2018 (EuroCup 2) :
  - 2023 : 6e place
- Coupe Willi Brinkmann, puis Euroligue 2 depuis 2018 (EuroCup 3) : 
  - 2024 : 8e place

National
- Championnat de France Nationale 3 :
  -  Champion de France : 2001
- Championnat de France Nationale B :
  -  Champion de France : 2011, 2016[5]

## Joueurs célèbres ou marquants
- Franck Etavard
- Agnieszka Glemp-Etavard (aussi connue sous le nom Agniès Etavard)
- Angélique Pichon